# Antonín Kosík
RNDr. Antonín Kosík (* 1952 v Praze) je český spisovatel a filosof, vystudovaný matematik. V současné době[kdy?] působí ve Filosofickém ústavu AV ČR. 

## Dílo
- Pospojovaný svět, Prostor 1997
- Insistence, Rubato 2015